# Biélorussie au Concours Eurovision de la chanson 2016
La Biélorussie a confirmé participation au Concours Eurovision de la chanson 2016 à Stockholm en Suède le 19 juillet 2015. Le pays est représenté par Ivan avec sa chanson Help You Fly, sélectionnés via une sélection télévisée.

## Sélection
Cette finale nationale consiste en deux auditions et une finale diffusée en direct à Minsk le 22 janvier 2016. Les chansons ont été sélectionnées par trois anciens chanteurs biélorusses ayant concouru pour le pays : Teo, Dmitri Koldoun et Alena Lanskaya.
Ivan, Alexander Ivanov, remporte l'Eurofest 2016 le 22 janvier 2016 avec sa chanson Help You Fly.

### Chansons
Les chansons ayant concouru sont indiquées dans le tableau ci-dessous, et ont été révélées le 1er décembre 2015.
Le vainqueur de cette finale nationale a été uniquement déterminé par le biais du télévote.
| Ordre | Artiste                 | Chanson                     | Traduction            | Télévote | Résultat |
| ----- | ----------------------- | --------------------------- | --------------------- | -------- | -------- |
| 1     | Alexeï Gross            | Flame                       | Flamme                | 3 202    | 5        |
| 2     | Sacha Zakharik          | Glory night                 | Nuit glorieuse        | 727      | 10       |
| 3     | Valeria Sadovskaïa      | Not alone                   | Pas seul              | 1 322    | 8        |
| 4     | Radiovolna              | Radiowave (Né chodi s ouma) | Ne soit pas fou       | 805      | 9        |
| 5     | The EM                  | Turn around                 | Se retourner          | 2 164    | 7        |
| 6     | NAVI                    | Гэта зямля (Heta ziamlia)   | Cette terre           | 5 423    | 4        |
| 7     | Ivan                    | Help you fly                | T'aider à voler       | 23 167   | 1        |
| 8     | Anastasia Malachkevitch | Pray for love               | Prier pour l'amour    | 2 680    | 6        |
| 9     | Kirill Yermakov         | Running to the sun          | Courir vers le soleil | 13 555   | 3        |
| 10    | Napoli                  | My universe                 | Mon univers           | 22 399   | 2        |

- Chanson gagnante
- Chanson ayant terminée deuxième
- Chanson ayant terminée troisième

## À l'Eurovision
La Biélorussie a participé à la deuxième demi-finale, le 12 mai 2016, mais, arrivée 12e avec 84 points, ne s'est pas qualifiée pour la finale.